# Ukraïna Moloda

Logo du quotidien.

Ukraïna Moloda (en ukrainien : Україна молода, Jeune Ukraine) est un quotidien en langue ukrainienne basé à Kiev avec un tirage de 99 000 exemplaires. Il est publié par la société d'État Pressa Ukraïny. Début 2018, la rédaction du journal est invitée à quitter son bureau loué à Pressa Ukraïny.

## Aperçu
Créé en 1991, il a d'abord été créé en tant que journal du Comité central du Parti communiste d'Ukraine orienté vers la jeune génération, mais en août de la même année, il devient indépendant [du parti].
Il soutient les politiques pro-occidentales, le président élu Viktor Iouchtchenko, et est très critique à l'égard du président Leonid Koutchma. Il propose des reportages, des analyses et des interviews sur les actualités nationales et internationales.
Ukraïna Moloda est membre de l'Association ukrainienne des éditeurs de presse (UAPP).
En 2006, le président de la Verkhovna Rada Oleksandr Moroz a remporté un procès contre "Ukraïna Moloda".

## Articles
- "Ukraïna Moloda" : "Bihus-gate" est l'opération spéciale du FSB ou le détournement Kolomoïsky ("Україна молода": "Бігус-гейт" - спецоперація ФСБ або диверсія Колода» Glavcom. 16 mars 2019
- Commencez à dire "Non" (Почніть говорити «НІ») . Site Ludmila Kalabukha.